# Lujo-Virus
Das Lujo-Virus (wissenschaftlich Lujo mammarenavirus, LUJV) ist ein Vertreter der Arenaviridae und gehört damit zu den RNA-Viren. Sein Name ergibt sich aus den Anfangsbuchstaben der Städte Lusaka und Johannesburg, wo es erstmals gefunden wurde. Das Virus wurde 2009 im Zusammenhang mit dem Ausbruch eines hämorrhagischen Fiebers beschrieben. Bisher konnte das Virus nur in Sambia und Südafrika nachgewiesen werden.
Die Sequenzierung des Genoms hat gezeigt, dass das Virus entfernt mit dem Lassa-Virus verwandt ist. Beide gehören innerhalb der Virusgattung Mammarenavirus der Arenaviridae zur Gruppe der Altwelt-Arenaviren (LCMV/Lassa-Komplex) und wurden jeweils als eigene Spezies klassifiziert (ICTV Stand November 2018).

## Verlauf der Lujo-Virus-Infektion beim Menschen
Das Virus verursacht ein hämorrhagisches Fieber. Bisher wurden fünf Fälle bekannt, bei denen das Lujo-Virus nachgewiesen werden konnte. In vier Fällen verlief die Infektion tödlich. Eine Krankenschwester überlebte, evtl. durch die Gabe von antiviralen Medikamenten. Sie erholte sich jedoch erst knapp ein Jahr nach der Infizierung wieder vollständig. Die Übertragung erfolgt wahrscheinlich über Körperflüssigkeiten von Mensch zu Mensch. Als natürliches Reservoir für die Viren gelten Nagetiere.